# Józef Czekalski
Józef Stanisław Czekalski (ur. 28 marca 1895 w Piotrkowie Trybunalskim, zm. 29 lutego 1976 w Poznaniu) – geograf, geolog, etnograf, kartograf.

## Życiorys
Syn Apolinarego Antoniego Józefa i Józefy z Zawadzkich. Dzieciństwo i młodość spędził z rodzicami na zesłaniu w Rosji. Organizował harcerstwo polskie m.in. w Kisłowodzku i w Charkowie. Studiował 1914–17 na uniwersytetach w Kijowie i w Charkowie. Wstąpił jako ochotnik do 4 Dywizji Strzelców generała Lucjana Żeligowskiego, 1918–19, potem 1919–20 podchorąży w X Dywizji Piechoty.
Dyplom z geografii uzyskał na Wydziale Przyrodniczym Uniwersytetu Warszawskiego w 1920. W latach 1920–24 był asystentem na Uniwersytecie Warszawskim i Uniwersytecie Poznańskim. Prowadził badania w Afryce Północnej i wykłady na uniwersytetach we Francji w latach 1925–28. Od 1929 do 1939 był asystentem i adiunktem w Katedrze Geografii U.P. Doktorat – 1931. W latach 1937—1939 był zastępcą profesora w Katedrze Geografii Gospodarczej Uniwersytetu Poznańskiego. Okres wojenny przeżył w Warszawie biorąc udział w konspiracyjnych pracach Biura Szkolnego Ziem Zachodnich, prowadził wykłady w Tajnym Uniwersytecie Ziem Zachodnich i na zakonspirowanych kompletach w zakresie szkolnictwa średniego. W 1946 został profesorem nadzwyczajnym w Katedrze Geografii Uniwersytetu Poznańskiego, a w latach 1949-1960 był na tej uczelni kierownikiem Katedry Zespolonej Geografii Gospodarczej, do roku 1960 prowadził Katedrę Geografii Ekonomicznej Wydziału Biologii i Nauk o Ziemi UAM. W roku 1965 przeszedł na emeryturę. 
Opublikował kilkadziesiąt prac oryginalnych i wiele prac popularnonaukowych. Był bardzo cenionym wykładowcą. Wypromował około 200 magistrów geografii i 4 doktorów. Należał do Polskiego Towarzystwa Geologicznego. Pochowany na cmentarzu parafii św. Jana Vianneya w Poznaniu (kw. św. Łukasza-rząd 21-grób 6).

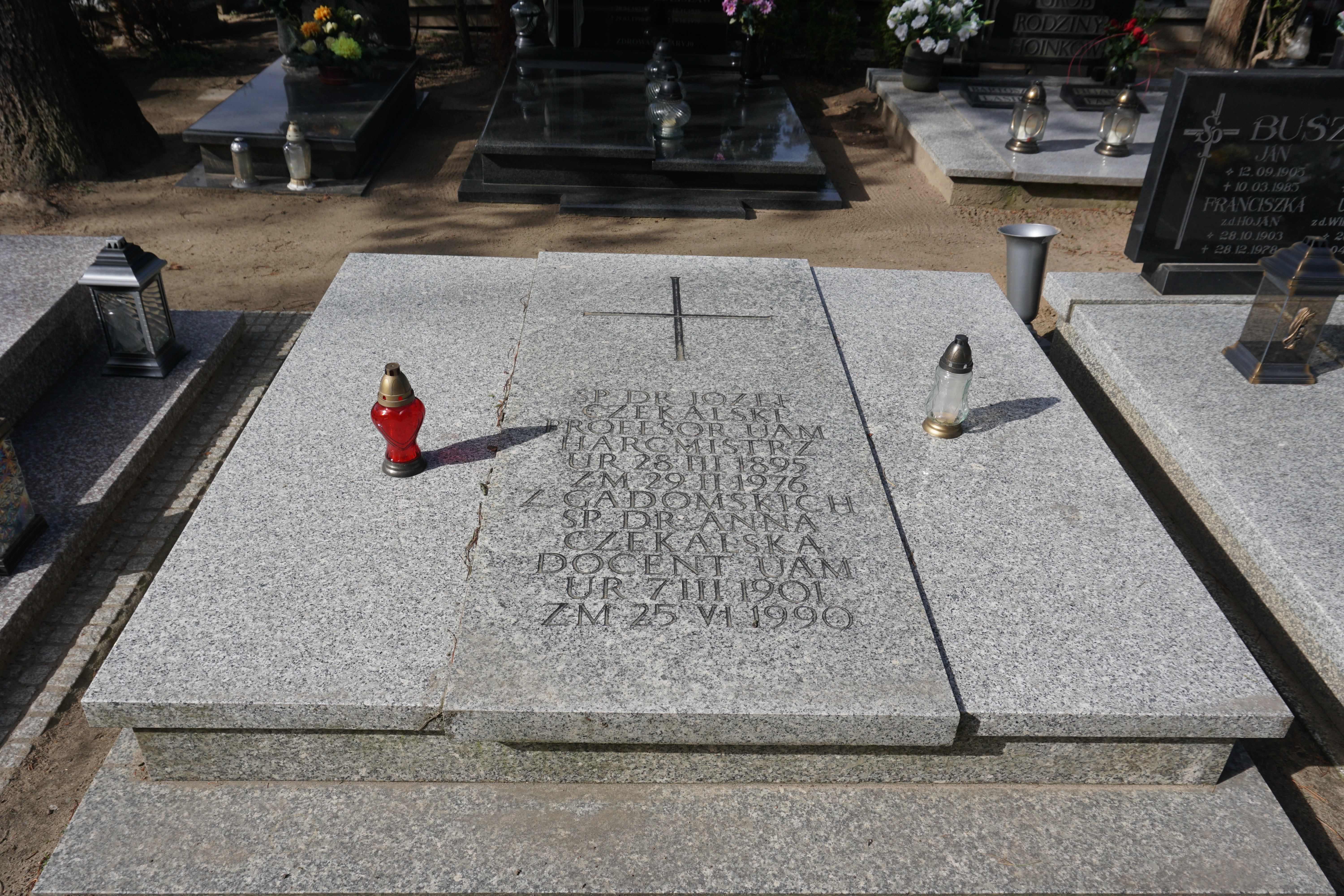
grób prof. Józefa Czekalskiego na cmentarzu parafii św. Jana Vianneya w Poznaniu